# 出水市立荘小学校
出水市立荘小学校（いずみしりつ しょうしょうがっこう）は、鹿児島県出水市荘にあった市立小学校。

## 沿革
- 1874年（明治7年） - 創立。
- 1879年（明治12年） - 荒崎小学校に改称。
- 1892年（明治25年） - 荘尋常小学校に改称。
- 1941年（昭和16年） - 荘国民学校に改称。
- 1947年（昭和22年） - 荘小学校に改称。
- 1972年（昭和47年） - 附属幼稚園併設。
- 1985年（昭和60年） - 創立105周年記念式典。
- 2017年（平成29年） - 出水市立荘中学校と統合し義務教育学校出水市立鶴荘学園となる。

## アクセス
出水市役所から約10キロ西方、国道3号線沿いに位置